# The Expanse
The Expanse is de 26e aflevering van het tweede seizoen van de Amerikaanse sciencefictiontelevisieserie Star Trek: Enterprise. Het is de 50e aflevering van de serie, voor het eerst uitgezonden in 2003.

## Verhaal
De planeet Aarde wordt aangevallen door een tot dan toe onbekend ras, namelijk de Xindi. Zij gebruiken een ruimtesonde om een geul van Florida naar Venezuela te branden, waarbij 7 miljoen mensen omkomen.
Ondertussen wordt op de Klingonese planeet Kronos aan Duras de opdracht gegeven om Jonathan Archer te vermoorden, omdat hij twee keer na een veroordeling (zie Judgment) aan de Klingons is ontsnapt. 
Op de USS Enterprise NX-01 wordt Archer echter binnen een tiental seconden ontvoerd door Silik van de Suliban. Aan boord krijgt Archer te horen welk ras de Aarde heeft aangevallen, en dat ze dit doen in de veronderstelling dat het menselijk ras hen over 400 aardjaren in de toekomst zal vernietigen en dat de aanval slechts een test was. Er zouden plannen zijn de volledige planeet te vernietigen. Dit alles wordt ten onrechte verteld door een factie uit de Temporale Koude Oorlog, die de Xindi gebruikt om hun eigen lot te beïnvloeden.  
Als de Enterprise terugkeert naar de Aarde worden ze aangevallen door een Bird of Prey van Duras, maar met de hulp van andere schepen (o.a. De USS Intrepid) kunnen ze de aanval afweren. Hierna moet Archer zien te achterhalen of de theorie die de Suliban hebben verteld juist is en bezoekt Trip Tucker Florida, waar hij erachter komt dat zijn zus tijdens de aanval is omgekomen. 
Eenmaal Overtuigd dat het inderdaad de Xindi zijn die de Aarde heeft aangevallen, wil Archer met de Enterprise, na enkele reparaties en opwaarderingen, naar het 'uitspansel' (expanse) om daar de Xindi te stoppen. T'Pol mag echter van de Vulcans niet mee omdat ze te lang onder de mensheid zou zijn geweest. T’Pol gaat tegen de wil in van het Hoge Commando van Vulcan en neemt ontslag en gaat vervolgens toch mee. 
Bij het verlaten van de aarde wordt de Enterprise nogmaals aangevallen door Duras maar door het verbeterde wapensystemen weten ze ook deze aanval af te slaan. 
Na een reis van meer dan zeven weken arriveert de Enterprise bij het uitspansel, waar ze opnieuw door Duras en nog een aantal Bird of Preys worden aangevallen. Door de het uitspansel binnen te vliegen hoopt Archer de Klingons af te schudden. Door goed te manoeuvreren en gebruik te maken van het slechte zicht in het uitspansel weet hij de Enterpise achter het schip van Duras te krijgen en vernietigd hij de Bird of Prey.

## Achtergrondinformatie
- De verhaallijn die hier gestart wordt, krijgt het gehele derde seizoen een vervolg.
- Deze aflevering is voor een Emmy Award genomineerd voor de visuele effecten en tevens voor de muziek van componist Dennis McCarthy

## Acteurs

### Hoofdrollen
- Scott Bakula als kapitein Jonathan Archer
- John Billingsley als dokter Phlox
- Jolene Blalock als overste T'Pol
- Dominic Keating als luitenant Malcolm Reed
- Anthony Montgomery als vaandrig Travis Mayweather
- Linda Park als vaandrig Hoshi Sato
- Connor Trinneer als overste Charles "Trip" Tucker III

### Gastrollen
- John Fleck als Silik
- Vaughn Armstrong als Maxwell Forrest
- Gary Graham als Soval
- Daniel Riordan als Duras
- James Horan als toekomstreiziger
- Bruce Wright als Fer'at

### Bijrollen

#### Bijrollen met vermelding in de aftiteling
- Dan Desmond als de Klingonese keizer
- Josh Cruze als kapitein Ramirez
- Dave Figlioli als Klingonees bemanningslid
- Gary Bullock als een lid van Klingonese Hoge Raad

#### Bijrollen zonder vermelding in de aftiteling
- Jef Ayres als bemanningslid Haynem
- Josh Brown als een Vulcaans officier
- Duncan K. Fraser als Walsh
- Hilde Garcia als bemanningslid Rossi
- Glen Hambly als bemanningslid van de Enterprise
- Scott Hill als bemanningslid Hutchison
- Clynell Jackson als Klingonees bemanningslid
- Jim Lau als Tommy
- Aouri Makhlouf als bemanningslid van de Enterprise
- Marnie Martin als bemanningslid van de Enterprise
- Lidia Sabljic als bemanningslid van de Enterprise
- Jan Shiva als bemanningslid van de Enterprise
- Serena Scott Thomas als Becky